# Rolleboise
Rolleboise est une commune française située dans le département des Yvelines en région Île-de-France, à 10 km à l'ouest de Mantes-la-Jolie.
Ses habitants sont appelés les Rolleboisiens.

## Géographie

### Localisation
Rolleboise est une commune riveraine de la Seine, située sur la rive gauche du fleuve dans la convexité d'un méandre.

### Communes limitrophes
|                     | Freneuse        | Méricourt |
| Bonnières-sur-Seine | Rolleboise      | Guernes   |
|                     | Rosny-sur-Seine |           |

### Relief et géologie
Le relief de Rolleboise est extrêmement varié. La plaine situé sur le bord de la Seine puis une vallée qui permet l'accès au plateau.
La commune est divisée, géographiquement en plusieurs parties distinctes, en raison de sa topographie :
- le bas de Rolleboise, le long de la l'ancienne route nationale 13 et de la Seine est situé à une altitude de 20 m.
- à mi-côte l'altitude est de 45 mètres.
- le haut de Rolleboise est à 65 mètres.
- l'extrémité  du village est à 80 mètres
- le point culminant de la commune s'élève à 123 mètres.

### Hydrographie
- La Seine, île de la Sablonnière.

### Climat
Pour des articles plus généraux, voir Climat de l'Île-de-France et Climat des Yvelines.
En 2010, le climat de la commune est de type climat océanique dégradé des plaines du Centre et du Nord, selon une étude du CNRS s'appuyant sur une série de données couvrant la période 1971-2000. En 2020, Météo-France publie une typologie des climats de la France métropolitaine dans laquelle la commune est exposée à un climat océanique et est dans la région climatique Sud-ouest du bassin Parisien, caractérisée par une faible pluviométrie, notamment au printemps (120 à 150 mm) et un hiver froid (3,5 °C).
Pour la période 1971-2000, la température annuelle moyenne est de 10,9 °C, avec une amplitude thermique annuelle de 14,4 °C. Le cumul annuel moyen de précipitations est de 688 mm, avec 10,7 jours de précipitations en janvier et 7,9 jours en juillet. Pour la période 1991-2020, la température moyenne annuelle observée sur la station météorologique la plus proche, située sur la commune de Magnanville à 8 km à vol d'oiseau, est de 11,6 °C et le cumul annuel moyen de précipitations est de 641,5 mm,. Pour l'avenir, les paramètres climatiques de la commune estimés pour 2050 selon différents scénarios d'émission de gaz à effet de serre sont consultables sur un site dédié publié par Météo-France en novembre 2022.

## Urbanisme

### Typologie
Au 1er janvier 2024, Rolleboise est catégorisée commune rurale à habitat dispersé, selon la nouvelle grille communale de densité à sept niveaux définie par l'Insee en 2022.
Elle appartient à l'unité urbaine de Bonnières-sur-Seine, une agglomération intra-départementale regroupant sept  communes, dont elle est une commune de la banlieue,,. Par ailleurs la commune fait partie de l'aire d'attraction de Paris, dont elle est une commune de la couronne,. Cette aire regroupe 1 929 communes,.

### Occupation des solssimplifiée
Le territoire de la commune se compose en 2017 de 82,35 % d'espaces agricoles, forestiers et naturels, 10,24 % d'espaces ouverts artificialisés et 7,42 % d'espaces construits artificialisés.

## Toponymie

### Attestations anciennes
La mention la plus ancienne est Rolanis Busius vers le VIIIe ou Rosbacium en 751,,, ensuite le nom du village est attesté dans le comté de Madrie sous la forme Rosbacio[Quand ?], puis Bessa-Rollacrota[Quand ?]. On trouve le nom de Roilleboisse au XIIIe siècle puis Rolleboise à partir du XVIIe siècle.

### Étymologie
Selon les anciennes monographies communales, notamment celle de Paul Aubert, le nom de Rolleboise représenterait une altération de « rouler du bois »,. En effet, autrefois, les pentes étaient presque perpendiculaires et les bûcherons qui exploitaient les bois qui couronnaient la montagne, les roulaient du sommet sur les bords de la Seine pour les charger sur des radeaux et elles contestent certaines explications traditionnelles qui font venir le nom de Rolleboise d'un mot celtique qui signifierait « montagne boisée » ou bien du nom de Rollon le Normand. Cependant, aucune de ces explications ne prend en compte les attestations anciennes, ainsi par exemple, bois devrait nécessairement y apparaître sous sa forme française ou du moins sous sa forme latinisée boscus, le mot étant attesté sous cette forme en latin médiéval en 704. En effet le terme français bois remonte à un étymon gallo-roman BŎSCI, or il n'y a aucune trace de ce mot dans les mentions anciennes du toponyme. Quant au verbe rouler, il ne convient pas non plus, car on devrait avoir une trace dans les attestations anciennes d'un radical rëoll-, roel-, rouel-, ruel- qui est précisément celui de l'ancien français, ce qui n'est pas non plus le cas. Ce type d'explication basé sur une vague ressemblance entre un composé français hypothétique *roule-bois et la forme moderne du toponyme Rolleboise, dont on voit pas bien par ailleurs pourquoi il aurait évolué vers une forme plus opaque, alors que les réinterpétations de toponymes (« remotivations ») se font à partir de mots dont le sens s'est justement perdu (cf. toponymes dénaturés).
En revanche, les toponymistes et les linguistes, qui s'appuient sur les formes anciennes et les règles de la phonétiques historiques, proposent le composé vieux bas francique *Rauzbaki « ruisseau aux roseaux », latinisé généralement en Rosbaci- ou Resbaci- dans les textes. Ce type toponymique germanique est formé des éléments *rauz ou *raus(a) « roseau » (cf. gotique raus, même sens). Il a donné en outre, l’ancien français ros et un diminutif rosel> français moderne roseau. Le second élément est le vieux bas francique *baki « ruisseau », cf. allemand Bach, même sens, néerlandais beke. Le mot *baki a été adapté en gallo-roman sous la forme BĀCIS, qui a donné l'ancien français bais, connu aujourd'hui comme appellatif toponymique, généralement sous forme de terminaison -bais (avec parfois des graphies alternatives -baix, -bets, -bez).
La forme ancienne Rosbacium de 751 est tout à fait semblable à celle de Rebets (Seine-Maritime, Rosbacium 854), citée une centaine d'années plus tard. Cependant, contrairement à l'exemple précédent, la forme Rolleboise résulte d'une féminisation. En effet la terminaison attendue -bais a souvent fait place à -baise cf. Otbaise (Belgique, 880), rieu de l'Hurbaise (Belgique, 1460). Ensuite, les formes en -baise et en -boise (cf. Française / Françoise) ont alterné, la seconde option s'étant finalement imposée. Sur le plan phonétique, il s'agit d'une fausse régression de -aise ou plus vraisemblablement d'une influence de la labiale. L’origine de l'altération de Ros- en Rolle- n'est pas expliquée.
Il n'y a pas de ruisseau à Rolleboise, mais l'appellation a dû désigner un petit ru, affluent de la Seine, qui a aujourd'hui disparu. Ce phénomène est fréquent dans les régions où le sous-sol est calcaire.
Homonymie avec Robecq (Rosbeccam 1104), Roubaix (Rosbays 1122), Rebets (Rosbacium 854), Rebecq (Belgique, Rosbacem 877), etc.

## Histoire
Le site de Rolleboise a été habité dès le paléolithique inférieur. On a en effet retrouvé de nombreux objets tels que des silex, des pierres taillées et d'autres objets préhistoriques. Le recueil d'une très grande quantité de silex taillé du type moustérien indique que le site possédait, à cette époque, un atelier de taille de silex.
Rolleboise fut évangélisé par saint Nicaise, l'apôtre du Vexin, qui séjourna une année à Mousseaux.
En 750, Pépin le Bref concède, à l'abbaye de Saint-Denis, des biens situés à Robascio.
Étant sur les bords de la Seine, Rolleboise souffrit plusieurs fois, des invasions normandes et en particulier en 861 où ils dévastèrent totalement la région.
En 1177, Louis VII, confirme les donations faite à l'abbaye de Saint-Wandrille par Childebert IV, à savoir Marcoussis, Boncourt, Rosny, Rolleboise, Chauffour, Villette et le libre transit sur la Seine.
À la Pentecôte 1269, le registre Olim mentionne un différend entre « Jeanne dame de Roulleboise et Amaury de Meullent »
Lors de la septième croisade, en 1250, le roi Saint-Louis est fait prisonnier par les Ayyoubides de Baybars lors de la bataille de Fariskur. Afin de payer la rançon du roi, le seigneur de Rolleboise, Jacques de Trie, achète, au nom du roi, 120 arpents de bois dans la forêt d'Arthies.
Durant la guerre de Cent Ans, en octobre 1363, le château de Rolleboise est pris puis occupé par le chef de compagnies John Jouel au service d'Édouard III d'Angleterre. En 1364, il cède le commandement à l'un de ses lieutenants un dénommé Wauter Straël, ou Wautaire Austrade écuyer, qui pille la région et rançonne les bateaux entre Mantes et Rouen. Ce mercenaire qui agit pour son propre compte, met au pillage aussi bien les possessions du roi de Navarre que celles du roi de France ou du roi d'Angleterre. Après un siège et plusieurs assauts infructueux par Bertrand Du Guesclin, Wauter Straël consentit à rendre la fortification moyennant une forte somme.
Dans le courant du mois de mai 1365, Charles V, le fait raser. 
La forteresse consistait en une tour très haute. Ses murs de neuf pieds d'épaisseur et construits en matériaux particulièrement durs et résistants donnèrent beaucoup de mal aux démolisseurs.
L'église Saint-Michel construite au XVe siècle, reconstruite au XVIIe siècle, est alors une dépendance de l'abbaye de Saint-Wandrille.
Au XVIIe siècle, la construction d'une route royale reliant Paris à Évreux permet au village de prospérer. Rolleboise vit s'établir des auberges, des relais de service de voitures, de diligences et de galiotes. Le 2 septembre 1674, a lieu le baptême de Jeanne Catherine la principale cloche de l'église de Rolleboise. Elle a pour parrain Charles de Montgros, seigneur de Rolleboise et de Flicourt et pour marraine Jeanne Catherine Dantecourt épouse de Paul Fancrel, procureur au Châtelet de Paris.
À cette époque, Rolleboise dépend du bailliage de Magny et de la généralité de Rouen.
En 1770, les archives indiquent qu'il y a à Rolleboise 1 feu privilégié et 67 feux taillables.
En 1789, lors de la Révolution française Rolleboise, qui se compose alors de 101 feux, émet son cahier de 23 doléances qui demande entre autres :
- l’annulation et la révocation des impôts royaux, seigneuriaux et ecclésiastique pour être remplacés par des impôts nouveaux établis sans différence d’ordres pour la contribution.
- La liberté personnelle des citoyens par la suppression des lettres de cachet et l’enrôlement forcé dans la milice tirée au sort.
- La liberté de la presse.
- Que nul ne puisse être privé de ce qui lui appartient sans dédommagement au plus haut prix.
- De trouver les moyens de faire passer directement dans les mains du roi l’argent des différents impôts
- Que la représentation du tiers état soit au moins égale à celle du clergé et de la noblesse réunis

Pour les États généraux, la commune est représentée pour le clergé par Denis Hollanger, curé de Rolleboise, qui cède sa place à Pierre-Charles Barreau curé de Freneuse et pour le tiers état par Pierre Noël le jeune, fermier à La Galiote et François Deschamps boulanger. Seul le dernier représentera la commune en tant que délégué au bailliage de Magny et à l'assemblée de Chaumont.
Au début du XIXe siècle un coche d'eau, la Galiote, reliait Rolleboise à Poissy. Elle transportait indifféremment voyageurs et marchandises et était très utilisée. Elle contenait 89 place dont 40 dans son salon. Elle était attelée à quatre chevaux qui étaient changés au relais établi à Rangiport un hameau de Gargenville. Un arrêté préfectoral  en date du 13 mai 1809 « Départ de Rolleboise à 8 heures du soir arrivée à Poissy le lendemain à 5 heures du matin ». Pour l'aller 9 heures étaient nécessaires pour accomplir le trajet mais 5 heures suffisaient pour le retour. Cette différence était due au courant qu'il fallait remonter, à l'obscurité de la nuit et au mauvais entretien du chemin de halage.
Durant le Directoire, un arrêté du 6 nivose an VII indique : « Ouï le rapport du ministre de la police générale et vu les renseignements produits sur le compte des nommés Hodanger, curé de Rolleboise, Benjamin Fouet vicaire de Freneuse, Roi ex-curé d'Amenucourt et Dégouville ex-curé de Vétheuil. Considérant que la présence de ces ecclésiastiques est un sujet de troubles dans le canton de La Roche-Guyon, qu'ils fanatisent les habitants de leur résidence, que par leurs manœuvres et leurs discours séditieux, ils portent le peuple à s'éloigner des institutions républicaines et qu'ils prêtent leur appui aux royalistes et aux anarchistes qui s'agitent dans le canton de La Roche-Guyon, il est ordonné qu'ils seront déportés. »
- Hodanger, le curé de Rolleboise sera déporté le 6 nivôse an VII pour « vouer aux enfers un prêtre célébrant le culte  le décadi et s'agitant pour les prochaines élections. »[27]
- Benjamin Fouet, le vicaire de Freneuse sera déporté le 6 nivôse an VII pour « vouer aux enfers un prêtre célébrant le culte le décadi et s'agitant pour diriger les prochaines élections. »[27]
- Roi, le curé d'Amenucourt sera déporté le 6 nivôse an VII pour « vouer aux enfers un prêtre célébrant le culte le décadi et s'agitant pour diriger les prochaines élections. »[27]
- Degouville, le curé de Vétheuil sera déporté le 6 nivôse an VII pour « vouer aux enfers un prêtre célébrant le culte  le décadi et s'agitant pour les prochaines élections. »[27]

La commune, ne souffrit pas beaucoup durant la campagne de France de 1814. Elle dut seulement loger divers détachements des armées alliées ainsi que lors de l'invasion de la France en 1815.
Le peintre anglais William Turner représente les bords de Seine en 1833 dans une aquarelle intitulée Vue sur la Seine entre Mantes et Vernon (Rolleboise sur la route de Bonnières). Elle fait partie de sa série «Wanderings by the Seine» («Tournée annuelle de Turner») et est conservée à la Tate Britain à Londres.
En 1841, débute la construction du chemin de fer de Paris à Rouen ainsi que du tunnel de Rolleboise. Après 21 mois de travaux et pour un coût de quatre millions de francs, le tunnel est livré à la circulation le 3 mai 1843. La population craignant pour la prospérité de Rolleboise et des communes alentour, la construction du tunnel et du chemin de fer furent houleuses. La troupe dut être envoyée à Bonnières, Freneuse et Rolleboise pour assurer la sécurité des travailleurs du chemin de fer. En 1845, la totalité des aubergistes, conducteurs de diligences et de galiotes, postillons, rouliers, relais, etc. durent fermer leurs établissements ou abandonner leur poste ou leur travail.
 Dans sa revue satirique Les Guêpes d'août 1845, Alphonse Karr indique concernant le tunnel de Rolleboise : « Le tunnel de Rollebois, au moyen duquel on passe trois quarts de lieue sous terre, a été mal construit dans l'origine et la voûte laisse échapper quelques pierres tombant d'une grande hauteur et pourrait manquer de tuer ceux qui ne voulant pas payer 16 francs ou au moins 13 francs, seraient dans les wagons découverts... Lorsque le convoi arrive à Bonnières d'un côté ou à Rolleboise de l'autre, on arrête et on fait passer les voyageurs de 3e classe dans les wagons couverts...Ô humanité! Après quoi on les fait rentrer à leurs places, où ils ne seront plus exposés qu'à la pluie, au vent, aux flammèches des locomotives et aux pleurésies ».
Durant la Révolution, le 23 février 1848, un groupe d'anciens commerçants, aubergistes, charpentiers de bateaux, garçons d'écurie et de femmes incendièrent les guérites des gardes du chemin de fer, arrachèrent deux rails de 4,80 m à l'entrée du tunnel puis traversant le tunnel, les insurgés se saisirent du wagon royal, qui était remisé à Bonnières, y mirent le feu en le repoussant dans la remise détruisant l'ensemble, sans être inquiétés par les gardes nationaux. Le lendemain le parquet de Mantes procéda à une enquête amenant l'arrestation de certains coupables.
Pendant la guerre de 1870 et plus particulièrement durant le siège de Paris, les Allemands ne séjournèrent pas dans la commune. Rolleboise fut par contre, comme toutes les communes du canton de Bonnières, réquisitionnée pour la fourniture d'avoine, de bestiaux et de contributions extraordinaires diverses en particulier le 4 octobre 1870.
Lors des élections législatives françaises de 1936, la commune comptait 97 électeurs inscrits sur lesquels 84 votèrent au 1er tour et 89 au second tour.
| Formations politiques                             | Votes |
| ------------------------------------------------- | ----- |
| 1er tour                                          |       |
| Gaston Bergery - Front populaire (ancien député)  | 38    |
| Roger Sarret - Front Républicain (député sortant) | 36    |
| Clément Parti communiste français                 | 5     |
| Feuille collectiviste                             | 3     |
| Boinet Parti agraire                              | 1     |
| Blancs ou nuls                                    | 1     |
| Total                                             | 84    |
| 2e tour                                           |       |
| Gaston Bergery - Front populaire (ancien député)  | 52    |
| Roger Sarret - Front républicain (député sortant) | 36    |
| Blancs ou nuls                                    | 1     |
| Total                                             | 88    |

Le 20 août 1944 l'armée américaine, débarquée, en juin, en Normandie, traverse la Seine à Rolleboise.

## Politique et administration

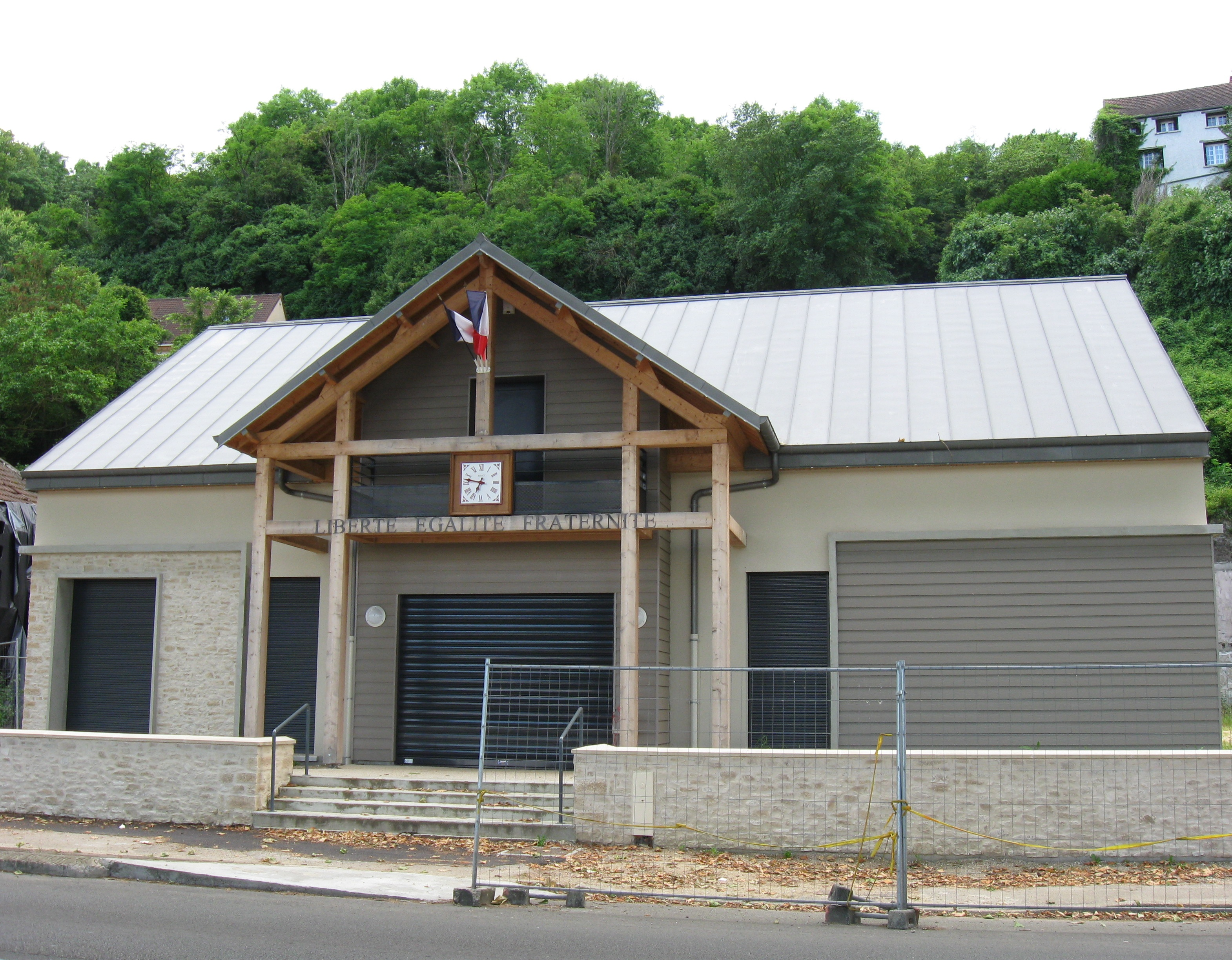
La mairie.

### Liste des maires
| Période                                  | Période  | Identité       | Étiquette | Qualité |
| ---------------------------------------- | -------- | -------------- | --------- | ------- |
| Les données manquantes sont à compléter. |          |                |           |         |
| mars 2001                                | En cours | Maurice Boudet | DVD       |         |

### Instances administratives et judiciaires
La commune de Rolleboise appartient au canton de Bonnières-sur-Seine ainsi qu'à la communauté urbaine Grand Paris Seine et Oise.
Sur le plan électoral, la commune est rattachée à la neuvième circonscription des Yvelines, circonscription à dominante rurale du nord-ouest des Yvelines.
Sur le plan judiciaire, Rolleboise fait partie de la juridiction d’instance de Mantes-la-Jolie et, comme toutes les communes des Yvelines, dépend du tribunal judiciaire ainsi que de tribunal de commerce sis à Versailles,.

## Population et société

### Démographie

#### Évolution démographique
L'évolution du nombre d'habitants est connue à travers les recensements de la population effectués dans la commune depuis 1793. Pour les communes de moins de 10 000 habitants, une enquête de recensement portant sur toute la population est réalisée tous les cinq ans, les populations de référence des années intermédiaires étant quant à elles estimées par interpolation ou extrapolation. Pour la commune, le premier recensement exhaustif entrant dans le cadre du nouveau dispositif a été réalisé en 2008.

En 2022, la commune comptait 351 habitants, en évolution de −11,59 % par rapport à 2016 (Yvelines : +2,72 %, France hors Mayotte : +2,11 %).
| 1793 | 1800 | 1806 | 1821 | 1831 | 1836 | 1841 | 1846 | 1851 |
| ---- | ---- | ---- | ---- | ---- | ---- | ---- | ---- | ---- |
| 333  | 342  | 379  | 412  | 413  | 414  | 418  | 412  | 358  |

| 1856 | 1861 | 1866 | 1872 | 1876 | 1881 | 1886 | 1891 | 1896 |
| ---- | ---- | ---- | ---- | ---- | ---- | ---- | ---- | ---- |
| 293  | 287  | 253  | 248  | 229  | 428  | 360  | 318  | 327  |

| 1901 | 1906 | 1911 | 1921 | 1926 | 1931 | 1936 | 1946 | 1954 |
| ---- | ---- | ---- | ---- | ---- | ---- | ---- | ---- | ---- |
| 321  | 296  | 267  | 242  | 281  | 316  | 320  | 301  | 306  |

| 1962 | 1968 | 1975 | 1982 | 1990 | 1999 | 2006 | 2008 | 2013 |
| ---- | ---- | ---- | ---- | ---- | ---- | ---- | ---- | ---- |
| 403  | 435  | 457  | 371  | 461  | 401  | 407  | 408  | 398  |

| 2018 | 2022 | - | - | - | - | - | - | - |
| ---- | ---- | - | - | - | - | - | - | - |
| 386  | 351  | - | - | - | - | - | - | - |

#### Pyramide des âges
En 2018, le taux de personnes d'un âge inférieur à 30 ans s'élève à 29,5 %, soit en dessous de la moyenne départementale (38 %). À l'inverse, le taux de personnes d'âge supérieur à 60 ans est de 25,9 % la même année, alors qu'il est de 21,7 % au niveau départemental.
En 2018, la commune comptait 197 hommes pour 189 femmes, soit un taux de 51,04 % d'hommes, largement supérieur au taux départemental (48,68 %).
Les pyramides des âges de la commune et du département s'établissent comme suit.
| Hommes | Classe d’âge | Femmes |
| ------ | ------------ | ------ |
| 0,5    | 90 ou +      | 1,1    |
| 7,1    | 75-89 ans    | 7,4    |
| 14,7   | 60-74 ans    | 21,2   |
| 25,4   | 45-59 ans    | 22,2   |
| 22,3   | 30-44 ans    | 19,0   |
| 13,2   | 15-29 ans    | 13,2   |
| 16,8   | 0-14 ans     | 15,9   |

| Hommes | Classe d’âge | Femmes |
| ------ | ------------ | ------ |
| 0,6    | 90 ou +      | 1,4    |
| 6      | 75-89 ans    | 7,8    |
| 13,5   | 60-74 ans    | 14,8   |
| 20,7   | 45-59 ans    | 20,1   |
| 19,6   | 30-44 ans    | 19,9   |
| 18,5   | 15-29 ans    | 16,8   |
| 21,2   | 0-14 ans     | 19,2   |

## Culture locale et patrimoine

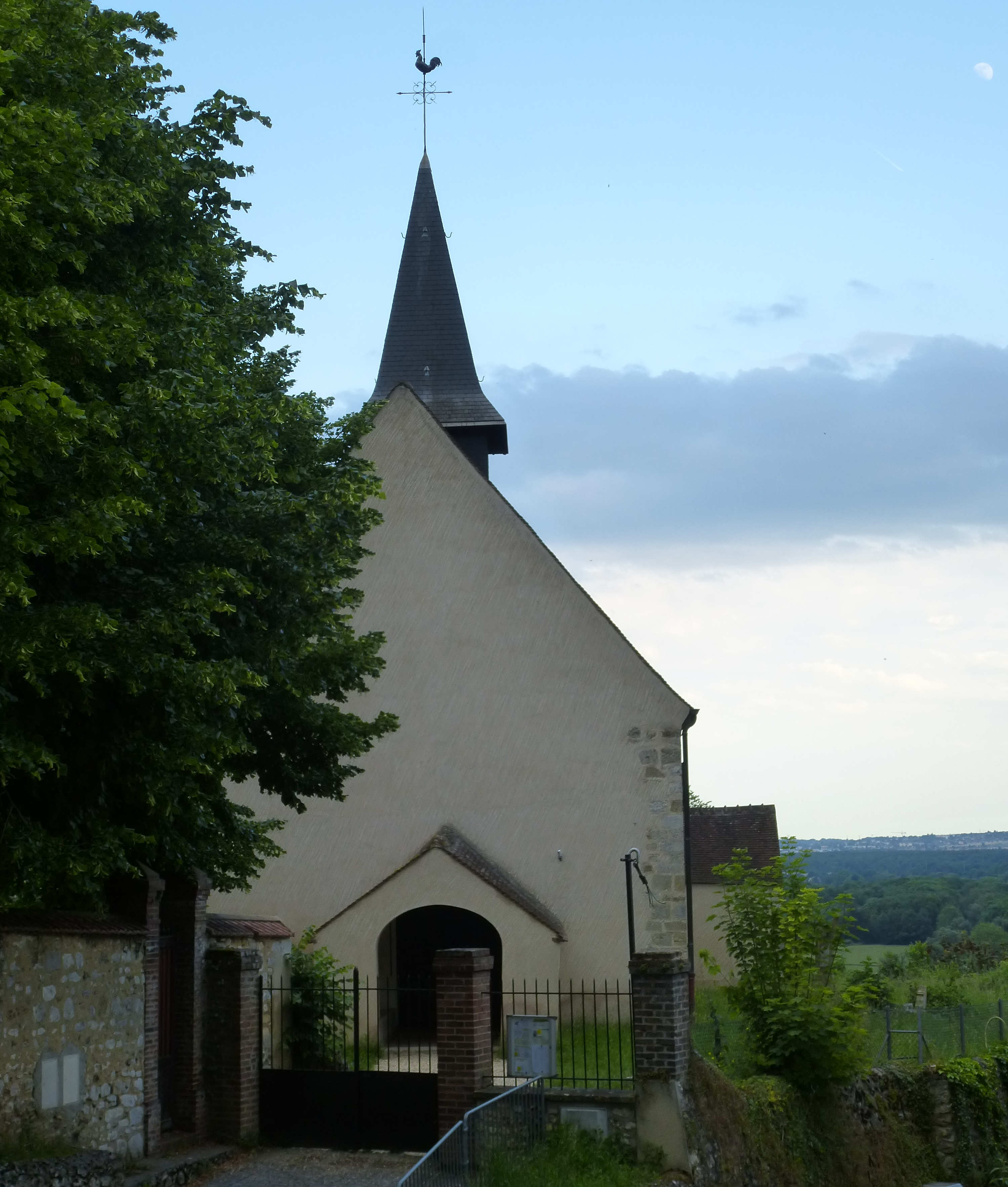
L'église Saint-Michel.

### Lieux et monuments
- Église sous le vocable de Saint-Michel construite dans le haut du village dominant la vallée de la Seine.

### Personnalités liées à la commune
- Alfred Veillet, (Ézy-sur-Eure 1882-Rolleboise 1958), artiste peintre paysagiste, post-impressionniste, caporal au 111e RI, grand mutilé de guerre, officier de la Légion d'honneur à titre militaire, adjoint au maire de Rolleboise, conseiller d'arrondissement, beau-frère de M. Maurice maire d'Hargeville.
- Le sculpteur et aventurier Herbert Ward (Londres 1863-Neuilly-sur-Seine 1919), y a habité et travaillé. Il avait participé à l’expédition de secours à Emin Pacha[41].
- Le peintre Maximilien Luce y a habité et travaillé. Il est, ainsi que son fils le peintre Frédéric Luce, enterré dans le cimetière du village.
- Les peintres Daniel Ridgway Knight et son fils Louis Aston Knight y ont habité et travaillé.

### Héraldique
| Blason de Rolleboise | Blason  | D'or à la bande d'azur chargée de trois annelets d'argent.                          |
| Blason de Rolleboise | Détails | Armes de la famille de Rolleboise. Le statut officiel du blason reste à déterminer. |